# La lección de equitación del príncipe Baltasar Carlos
La lección de equitación del príncipe Baltasar Carlos o El príncipe Baltasar Carlos en el picadero es una pintura al óleo sobre lienzo de Velázquez que, atendiendo a la edad aparente del príncipe, habría sido pintado hacia 1636. Con unas dimensiones de 144 x 96,5 cm, se conserva en la colección del Duque de Westminster de Londres (Reino Unido). La atribución a Velázquez, cuestionada en el pasado, es ahora comúnmente aceptada, aunque para José López-Rey y otros el taller habría tenido amplia intervención.

## Descripción del cuadro
Entre el retrato de representación, con su carga simbólica, y la escena familiar, la lección de equitación del príncipe Baltasar Carlos en el picadero del Buen Retiro da pie a un retrato colectivo, como anticipo de Las meninas, en el que están presentes los reyes, asistiendo a la evoluciones del príncipe desde un balcón de palacio, y otros miembros de la corte. 
A la izquierda, montado sobre un caballo en posición de corveta o levade, aparece el príncipe y, tras él, un enano no identificado, diversamente interpretado como Francisco Lezcano, Lezcanillo, bufón entrado en 1634 al servicio del príncipe, o con el llamado el Primo, aunque su llegada a Madrid no tuvo lugar antes de 1643. Baltasar Carlos monta un caballo negro con evidente dominio. Vestido también de negro, con la banda carmesí de general pero sin bastón de mando, lleva las riendas con la izquierda, aflojando, y apoya en jarras la diestra sobre la cadera, seguro de sí, volviendo la cabeza hacia el espectador con mirada fija, como despreocupado de la montura. A la derecha, en un segundo plano, aparece el conde-duque de Olivares, posible destinatario del cuadro, recibiendo una lanza de justa de manos del ayudada de cámara del príncipe, Alonso Martínez de Espinar, autor del Arte de Ballestería y Montería dedicado al príncipe, ante la atenta mirada del montero mayor Juan Mateos, autor de otro tratado de caza titulado Origen y dignidad de la caza, dedicado a Olivares. 
Al fondo se dibuja uno de los pabellones del Palacio del Buen Retiro con un punto de vista descentrado, situando uno de sus torreones tras la figura del príncipe, composición extraña y que justifica algunas de las críticas negativas a aceptar la autoría velazqueña en tanto para Marías la arquitectura escalonada de muros y tejados engrandece la figura del joven príncipe. En un balcón se identifican con facilidad a los padres del príncipe, Felipe IV e Isabel de Borbón, junto a una niña, que podría ser la infanta María Antonia, fallecida en diciembre de 1636, con apenas dos años, y otra dama con velo que Enriqueta Harris sugiere podría tratarse de la esposa del conde-duque, Inés de Zúñiga y Velasco, institutriz del príncipe.

## Historia
Tras ocuparse del retrato ecuestre del príncipe para el Salón de Reinos del Buen Retiro, Palomino dice que «otro cuadro pintó, grandemente historiado, con el retrato de este príncipe, a quien enseñaba a andar a caballo Don Gaspar de Guzmán, su Caballerizo mayor, Conde-Duque de Sanlúcar. Esta pintura la tiene hoy la casa del señor Marqués de Liche, su sobrino, con singular aprecio, y estimación». Aún en vida de Velázquez, en 1647 se mencionaba un cuadro de asunto similar —aunque de mayor tamaño— en el inventario de los bienes de Catalina Fernández de Córdoba, esposa de Luis de Haro y Guzmán, marqués del Carpio. Heredado por el VII marqués del Carpio y marqués de Liche, Gaspar de Haro y Guzmán, a su muerte en 1687 fue adquirido por su hermano, conde de Monterrey. Aparece luego en la colección del cardenal Silvio Valentini Gonzaga y ya en el siglo XIX estaba en poder de Ellis Agar, de quien pasó en 1806 a lord Grosvenor y por descendencia al duque de Westminster. Aureliano Beruete, August L. Mayer, y Juan Allende-Salazar atribuyen la autoría del cuadro a Juan Bautista Martínez del Mazo. Para López-Rey «No se puede considerar que todo el lienzo sea obra de Velázquez. Parece más una obra de taller, parcialmente retomada por Velázquez y que se quedó en este estado». Por el contrario, para Jonathan Brown es «uno de los más satisfactorios retratos de corte de Velázquez», y, como retrato de familia, prefiguración de Las meninas para Carl Justi y Fernando Marías.

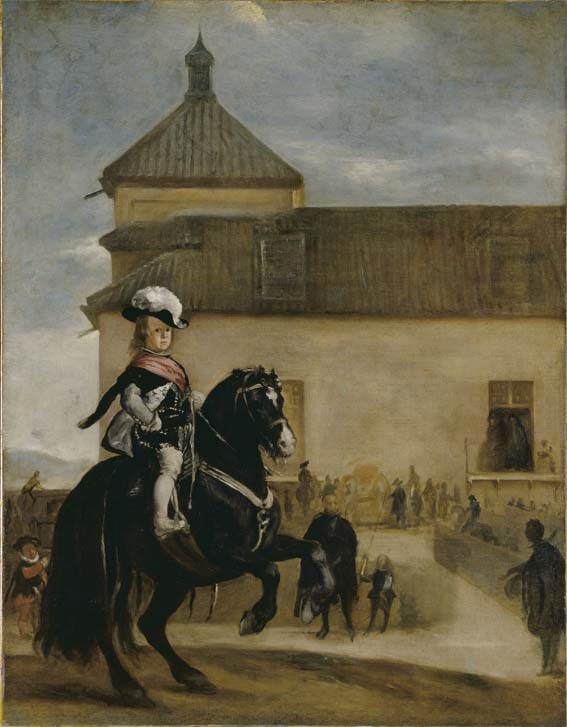
Versión del cuadro que se conserva en la colección Wallace de Londres.

Existe en la Colección Wallace de Londres una copia de este cuadro con variantes, la más significativa de ellas la ausencia del conde-duque de Olivares, quizá por haberse pitado tras su caída en desgracia (1643). Considerado en el museo estudio de Velázquez relacionado con el de la colección Wellington, sería obra de Mazo para Beruete, atribución que rechaza Mayer, quien sugiere a su vez que pudiera serlo de Carreño. Para López-Rey su calidad es inferior tanto a la producción de Velázquez como a la de Mazo.
El tema de la doma del caballo tiene una lectura moral sintetizada emblemáticamente por Andrea Alciato, pero con anterioridad abordada por Erasmo de Róterdam que se ocupa de ello en la Institución del Príncipe Cristiano. Advirtiendo contra la adulación Erasmo escribía: «ojalá, al menos entre cristianos, contuviera menos verdad aquel apotegma de Carnéades, quien dijo que los hijos de los reyes no aprenden bien sino el arte de la jineta, porque en lo demás, todo el mundo los sacude y adula! Empero, un caballo como no sabe si el que lo monta es un patricio o un plebeyo, si es rico o pobre, si es príncipe o persona particular, se lo sacude de encima si lo monta con escasa maestría». El mismo dicho y su lección erasmista es recogido por Sebastián de Covarrubias en el emblema III, 45 de sus Emblemas morales que representa a un joven cayendo del caballo con una octava contra la adulación, a la que no se presta el caballo: «Sólo el cavallo al hombre desengaña,/ Quando sobre él no tiene brío y maña», pues, explicaba, «Carneades Cirineo, Filósofo (según refiere Plutarco) dezía, que los hijos de los Príncipes y grandes señores, ninguna otra cosa deprendían perfectamente, sino era el andar a cavallo, manejarle, y correrle; porque no estando firmes en la silla, sin respeto ninguno los arroja de sí, como aquel que no sabe hazer diferencia entre el rico, y el pobre, ni entre señor y su vasallo: todos los demás maestros los engañan, y aun a vezes les loan lo que avían de vituperar y reprehender». La lección de equitación en presencia de Olivares y los monarcas, y el dominio que el príncipe demuestra sobre el animal, indicaría que al príncipe se le educa despojado de lisonjas para hacer de él un gobernante prudente, conforme al emblema I,64 de Covarrubias.